# 鐵道工場前停留場
鐵道工場前停留場（日语：／ Tetsudō-Kōjō-mae teiryūjō */?）是位於北海道函館市龜田本町的函館市交通局（函館市電車）線已被廢除的鐵路車站。

## 歷史
- 參考函館市交通局的歷史。

## 車站周邊
- 國道5號
- JR北海道五稜郭車輛所
- 五稜郭站前郵政局

## 相鄰車站

### 已廢除的路線
函館市交通局
本線（於1978年11月1日被廢除）
大野新道－鐵道工場前－五稜郭站前